# Megacormus grubbsi
Megacormus grubbsi o escorpión de cola corta es un arácnido perteneciente a la familia Euscorpiidae del orden Scorpiones. Esta especie fue descrita por Sissom en 1994. El nombre de la especie “grubbsi” se origina en la dedicatoria de la misma al espeleólogo Andrew Grubbs, quien realizó importantes aportes al conocimiento de la escorpiofauna mexicana.

## Nombre común
- Español: escorpión de cola corta.

## Clasificación y descripción de la especie
Es un escorpión perteneciente a la familia Euscorpiidae, del orden Scorpiones. En el dorso su coloración es naranja-marrón a marrón-anaranjado oscuro; en el vientre es de color naranja-marrón claro. Presenta una textura granulosa en todo el cuerpo. Son de tamaño pequeño, con tallas que van de los 3 a los 4 cm de cuerpo. No se tiene conocimiento de que sean de importancia médica.

## Distribución de la especie
Esta especie es endémica de México, se encuentra en el estado de Oaxaca, en el municipio de Huautla de Jiménez.

## Ambiente terrestre
Se le halla en altitudes que van de los 1200 a los 1900 m s. n. m., donde el tipo de vegetación dominante es el bosque de pino-encino. Sus hábitos son nocturnos, viven en grandes troncos caídos, debajo de su corteza.

## Estado de conservación
Esta especie no se encuentra dentro de ninguna categoría de riesgo en las normas nacionales e internacionales.